# Surfers' Choice
Albums de Dick Dale and His Del-Tones
King Of The Surf Guitar
(1963)
Surfers’ Choice est le premier album de l'auteur-compositeur-interprète-guitariste Dick Dale and his Del-Tones, précurseurs de la surf music. Il est sorti en 1962 sur son propre label Deltone Records puis après avoir vendu 75 000 copies en Californie est publié par Capitol Records début 1963. 

## Histoire
Ce disque a posé les bases de la surf music de la vague de surf culture californienne des années 1960, et a popularisé le genre aux États-Unis. The Rolling Stone Album Guide estime que « ce disque constitue la genèse de la surf music, et le titre Misirlou, son chef-d'œuvre ». Ce sont surtout les instrumentaux, comme Let’s Go Trippin’ et Misirlou, qui ont le plus d'influence. L'album a été principalement enregistré en public au Rendezvous Ballroom, mais quelques overdubs ont été rajoutés en studio par la suite. Aux États-Unis, l'album se classe à la 59e position du Billboard 200 alors que le titre Let’s Go Trippin’ se hisse à la 60e place du Billboard Hot 100. Ce disque est resté longtemps épuisé mais a été réédité en CD par le label Sundazed Records en octobre 2006,

## Pistes
1. Surf Beat
2. Sloop John B
3. Take It Off
4. Night Owl
5. Fanny Mae
6. Misirlou Twist
7. Peppermint Man
8. Surfing Drums
9. Shake 'n' Stomp
10. Lovey Dovey
11. Death of a Gremmie
12. Let's Go Trippin'
13. Del-Tone Rock Bonus réédition CD de 2006
14. Jungle Fever Bonus réédition CD de 2006
15. Misirlou Bonus réédition CD de 2006
16. Eight Till' Midnight Bonus réédition CD de 2006
17. Lovin' On My Brain Bonus réédition CD de 2006
18. A Run For Life Bonus réédition CD de 2006